# Laurent Montaron
Laurent Montaron, né à Verneuil-sur-Avre en 1972, est un artiste contemporain français.

## Œuvre
Laurent Montaron est un artiste interdisciplinaire travaillant entre photographie, film, installation et performance sonore . Son travail est imprégné de l'histoire contemporaine des médias et interroge les outils qui donnent formes à nos représentations ,. En révélant les croyances parfois irrationnelles que nourrissent les techniques émergentes, il rappelle que la technologie, bien qu'elle propose de nouveaux moyens de perception et de représentation de la réalité, ne nous rapproche pas pour autant de la vérité. Elle ouvre plutôt de nouveaux chemins pour remettre en cause certains paradoxes liés à notre conscience de la modernité .

## Expositions

### Expositions personnelles
- Everything is Accidental, Mercer Union, Toronto, 2014
- Prospectif Cinema: Laurent Montaron, Centre Pompidou, Paris, 2013
- Laurent Montaron, Pigna Project Space, Rome, 2013
- Laurent Montaron, galerie schleicher+lange, Berlin 2012
- Pace, Kunsthaus Baselland, Bâle, 2010

### Expositions collectives
- You imagine what you desire, 19e biennale de Sydney, 2014
- The Encyclopedic Palace, 55e biennale de Venise, 2013
- Open End - Goetz Collection, Haus der Kunst, Munich, 2012
- Lost in LA, Los Angeles Municipal Art Gallery, Los Angeles, 2012